# Scio (Ohio)

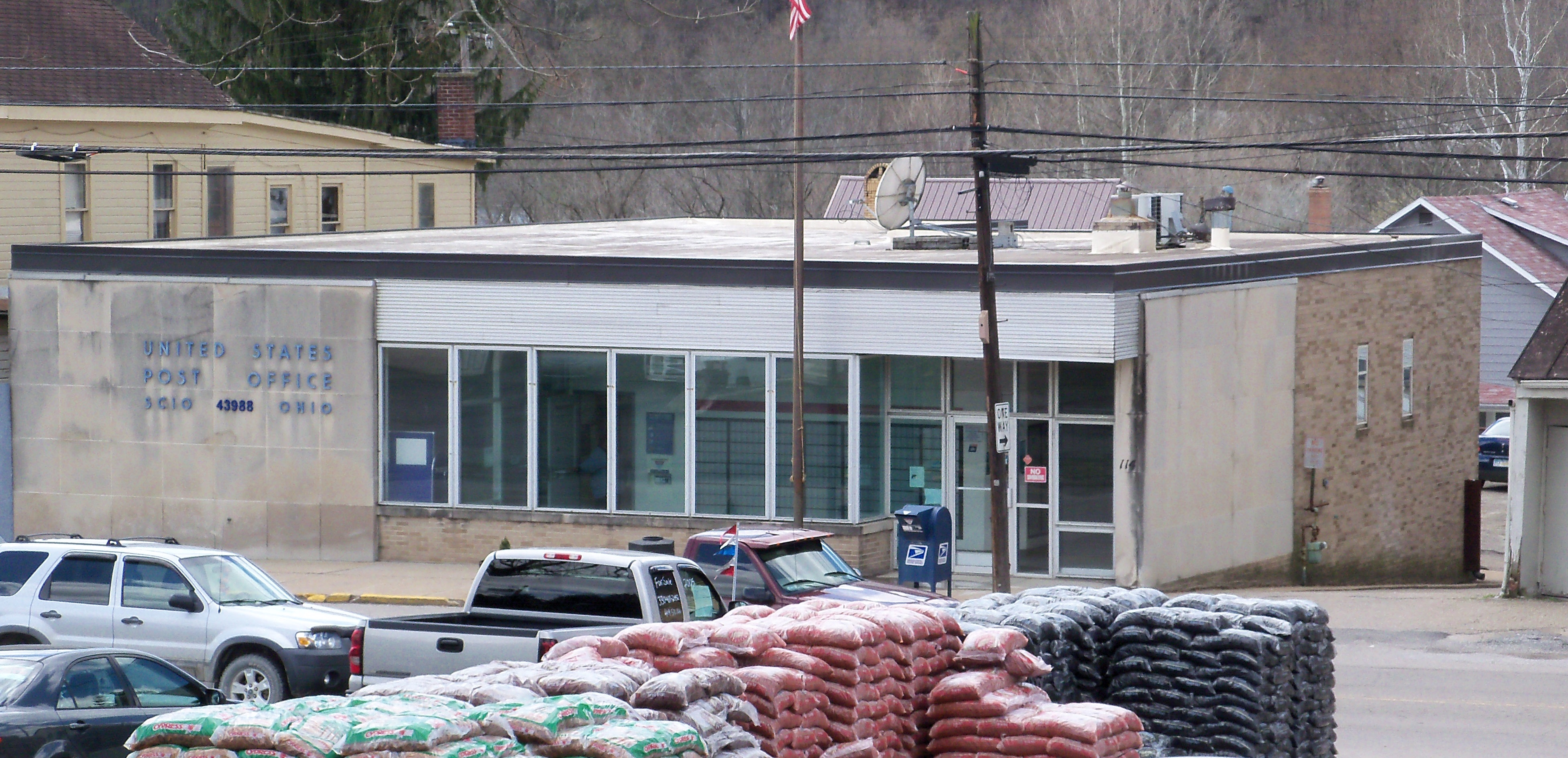
Postkantoor van Scio

Scio is een plaats (village) in de Amerikaanse staat Ohio, en valt bestuurlijk gezien onder Harrison County.

## Demografie
Bij de volkstelling in 2000 werd het aantal inwoners vastgesteld op 799.
In 2006 is het aantal inwoners door het United States Census Bureau geschat op 775, een daling van 24 (-3,0%).

## Geografie
Volgens het United States Census Bureau beslaat de plaats een oppervlakte van
1,4 km², geheel bestaande uit land. Scio ligt op ongeveer 374 m boven zeeniveau.

## Plaatsen in de nabije omgeving
De onderstaande figuur toont nabijgelegen plaatsen in een straal van 16 km rond Scio.